# Centrul Civic, Iași

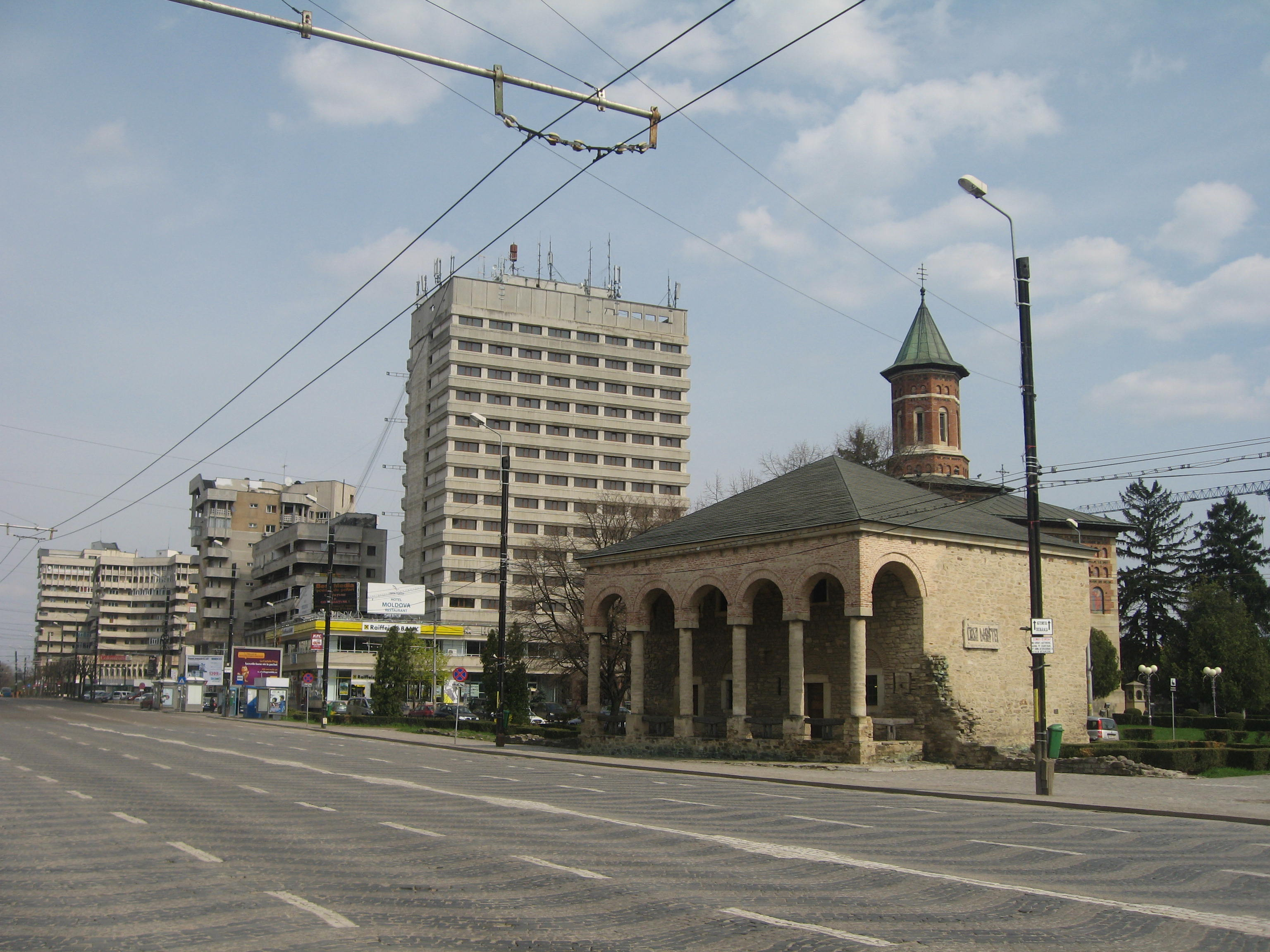
Bulevardul Anastasie Panu

Centrul Civic este un cartier central din Iași.
Din punct de vedere urbanistic, zona s-a reconfigurat complet în perioada 1968-1989 și are ca ax principal Bulevardul Anastasie Panu. Aici se află unele dintre cele mai importante instituții culturale, administrative și financiare ale orașului: Palatul Culturii, Casa Dosoftei, Teatrul Luceafărul, Teatrul de Vară, monumente istorice religioase, Prefectura Iași, Consiliul Județean Iași, Palatul Judecătoriei Iași, Sediul Poliției Municipale, sediul SRI, sediul DGRFP, numeroase sedii de bănci și instituții financiare publice și private. De asemenea, în Centrul Civic se află hotelurile Moldova, Ramada și Europa.
Prin prezența a trei centre comerciale (Hala Centrală, Moldova, Palas), Centrul Civic Iași are și o importantă componentă comercială și de divertisment.